# Nachtdienst (lied)
Hoogste versnelling is een lied van de Nederlandse zanger Nielson. Het werd in 2016 als single uitgebracht en stond in hetzelfde jaar als vijfde track op het album Weet je wat het is.

## Achtergrond
Hoogste versnelling is geschreven door Niels Littooij, Lodewijk Martens, Matthijs de Ronden en Don Zwaaneveld. Het is een lied uit het genre nederpop. In het lied zingt de artiest over het hebben van een nachtdienst, wat in het lied een metafoor is voor uitgaan en dansen in de club. Van het nummer werd een officiële remix gemaakt door East & Young. 

## Hitnoteringen
De zanger had weinig succes met het lied in Nederland. Er was geen notering in de Single Top 100 en ook de Top 40 werd niet bereikt. Bij laatstgenoemde was er wel de achtste plaats in de Tipparade. 